# Semi-Tech Pied Piper
Semi-Tech Pied Piper (Pied Piper) је био професионални рачунар фирме Semi-Tech који је почео да се производи у САД од 1983. године.
Користио је Zilog Z80A као микропроцесор. РАМ меморија рачунара је имала капацитет од 64 kb. 
Као оперативни систем кориштен је CP/M 2.2.

## Детаљни подаци
Детаљнији подаци о рачунару Pied Piper су дати у табели испод.
|                       |                                                   |
| [ 1 ]                 |                                                   |
| Произвођач            |                                                   |
| Тип                   | професионални рачунар                             |
| Меморија              | 64                                                |
| Поријекло             | Сједињене Америчке Државе                         |
| Година                | 1983                                              |
| Тастатура             | тастатура стила писаће машине, QWERTY, 62 тастера |
| Процесор              |                                                   |
| Фреквенција процесора | 4                                                 |
| RAM                   | 64                                                |
| ROM                   | 8                                                 |
| Текст                 | 40 или 80 стубова x 24 линија                     |
| Графика               | Нема                                              |
| Боја                  | 16                                                |
| Звук                  | Нема                                              |
| Димензије             | 51 (ширина) x 27 (дубина) x 10 (висина) / 6.25 .  |
| Портови               |                                                   |
| Оперативни систем     |                                                   |